# Alejandro León
Alejandro León (Perú) fue un futbolista peruano que desempeñaba de mediocampista. Inicio su carrera futbolística en el Sporting Tabaco, jugó también en clubes de Colombia, Venezuela.

## Trayectoria
Nació en Perú. Se inició en el club del rimac Sporting Tabaco debutando en 1945 después se iría a Venezuela para jugar por el Deportivo Español saliendo campeón en dicho año en el futbol venezolano. El año 1947 vuelve al tabaco fue demasiado sobresaliente eso le sirvió para que, el año 1948 Llega a Universitario de Deportes como flamante fichaje, salió campeón en 1949 fue titular en la zaga Crema siendo figura del plantel de ese año conformando por Gilberto Torres, Maximiliano Huapaya, Alberto Terry, Augusto Gasco, Walter Ormeño, entre otros. Al año Siguiente se va al futbol colombiano al Huracán F.C solo jugó un año en el club. En 1951 vuelve a Universitario de Deportes siendo un medicampista contribuyente. En el año 1953 se retira en del fútbol, tiempo después falleciera siendo así un excelente mediocampista de una gran trayectoria.

## Clubes
| Club                | País      | Año         |
| ------------------- | --------- | ----------- |
| Sporting Tabaco     | Perú      | 1945        |
| Deportivo Español   | Venezuela | 1946        |
| Sporting Tabaco     | Perú      | 1947        |
| Universitario       | Perú      | 1948 - 1949 |
| Huracán de Medellín | Colombia  | 1950        |
| Universitario       | Perú      | 1951 - 1952 |

## Palmarés
| Título                    | Club                      | País | Año  |
| ------------------------- | ------------------------- | ---- | ---- |
| Primera División del Perú | Universitario de Deportes | Perú | 1949 |